# Папила Фиатирский
Папила Фиатирский (Пергамский)  (ум. 251) — священномученик древней Церкви, пострадавший при древнеримском императоре Деции Траяне (249—251).
Много лет провёл в посте и молитвах, и при достижении духовного просветления был посвящён в диаконы в Фиатире, одном из важнейших городов исторической области Лидия на западе Малой Азии. Проповедовал слово Божие жителям Фиатиры. Слава о нём разнеслась по окрестностям, и многие язычники приходили послушать святого, уверовали во Христа и крестились.
Вскоре о деятельности святого стало известно императору, и он отправил своего подчиненного в Фиатиру, чтобы тот обратил Папилу в язычество или убил. Однако святой отказался почитать ложных богов, за что его предали жестоким мучениям.
За непринесение жертвы богам и исповедание Христа Папила Фиатирский был лишён имущества и после пыток обезглавлен.
Святой Папила при жизни был известен даром врачевания болезней, он и после своей мученической кончины неустанно подаёт исцеления всем, прибегающим к нему с верою.
Спустя почти 100 лет Елена Равноапостольная, мать римского императора Константина I Великого, в Константинополе во имя Карпа и Папилы построила монастырь.
Память — 26 октября (13 октября по старому стилю).